# Minamoto no Tsunemoto
Minamoto no Tsunemoto (源经基, , 894-961) foi um samurai e Príncipe Imperial do Japão no Período Heian, progenitor do ramo Seiwa Genji do Clã Minamoto. Filho do Príncipe Sadazumi Shinnō e neto do Imperador Seiwa .
Tsunemoto participou de uma série de campanhas em nome da Corte Imperial, incluindo a contra Taira no Masakado em 940 e contra Fujiwara no Sumitomo no ano seguinte .
Detinha o título de Chinjufu Shōgun (Comandante-em-chefe da Defesa do Norte), e recebeu o nome de Minamoto do imperador em 961, ano em que faleceu .
Tsunemoto foi pai de Minamoto no Mitsunaka  .